# Annales de la propagation de la foi
Pour les articles homonymes, voir Annales (homonymie).
Les Annales de la propagation de la foi sont une revue catholique française du XIXe siècle. Fondée à Lyon à la fin de l'année 1822 par l'association de la propagation de la foi, elle paraît d’abord sous le titre Nouvelles reçues des missions avant de prendre, en 1825, le nom sous lequel elle est plus connue.
Elle se présente comme recueil périodique des lettres d'évêques et de missionnaires œuvrant dans les missions des deux mondes, ainsi que de divers documents relatifs aux missions et à l'association de la propagation de la foi.
Son objectif est d'informer le lectorat de France métropolitaine sur l'œuvre des missions catholiques de l'époque, tout en le sensibilisant à leur œuvre.
Une partie des publications est consultable en ligne depuis le site The Online Books Page et sur le site de la Bibliothèque nationale de France (BNF)